# Judentor (Coburg)
Das Judentor ist eines von drei erhaltenen Stadttoren der oberfränkischen Stadt Coburg. Der Torturm grenzte das Stadtzentrum nach Westen hin ab und gehörte zum inneren Stadtmauerring.

## Baugeschichte

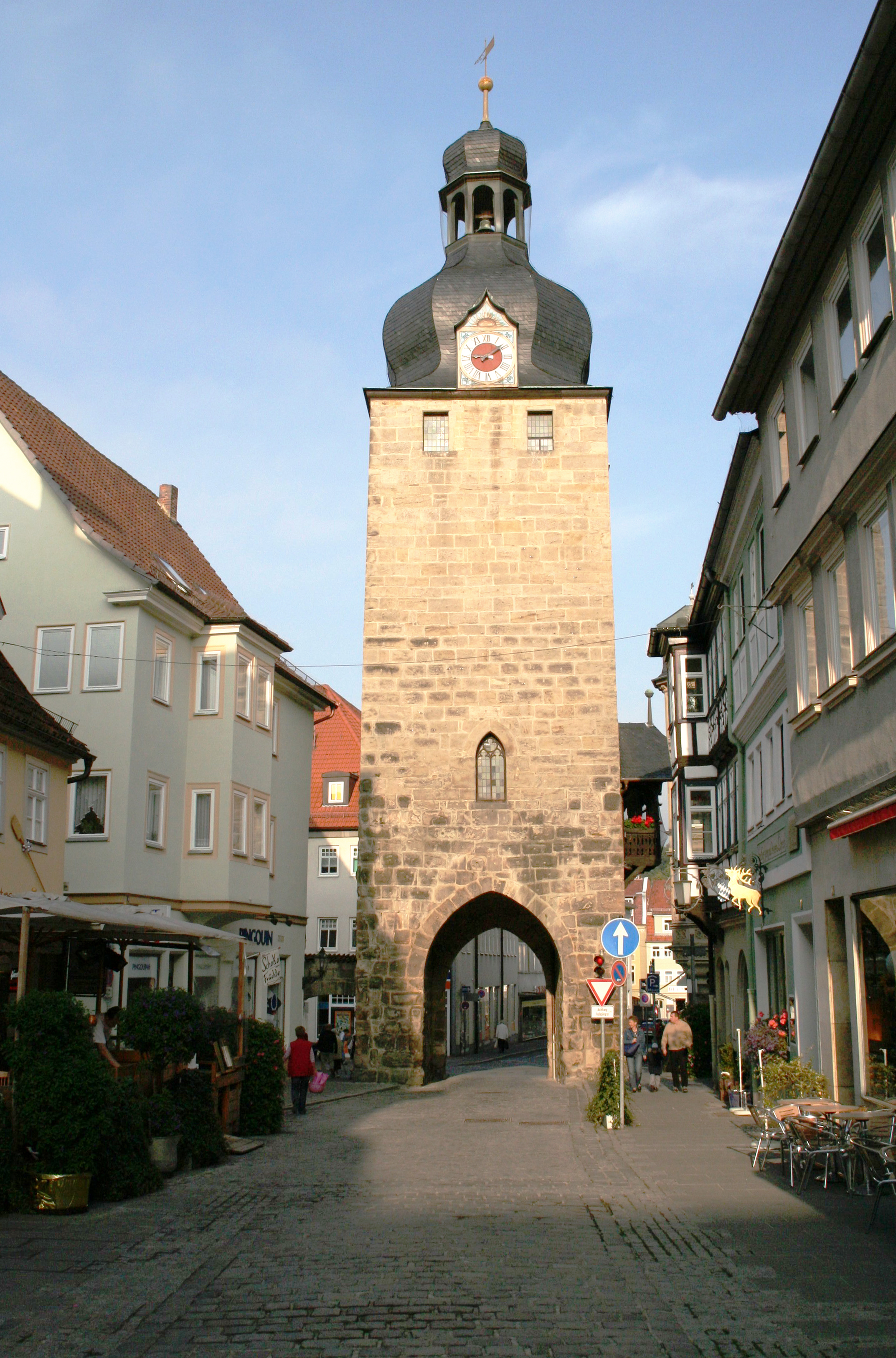
Judentor, Ostseite

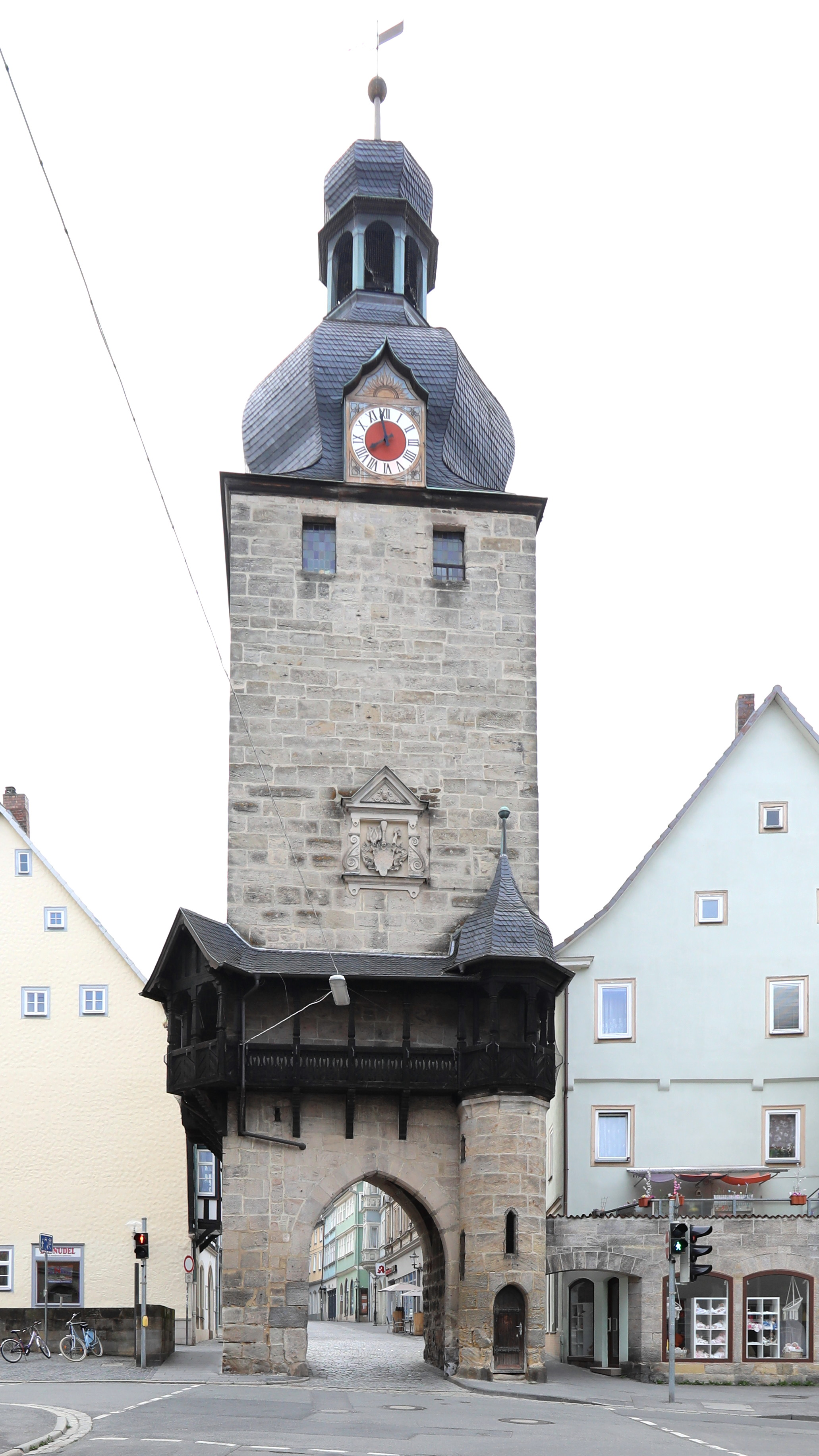
Judentor, Westseite

Das wohl im frühen 13. Jahrhundert errichtete Stadttor wurde erstmals 1321 als Judentor urkundlich erwähnt. Der Torturm entstand an der Hochwassergrenze der Itz. Der Name Judentor geht auf die jüdische Gemeinde Coburgs zurück, die westlich vom Judentor im 14. und 15. Jahrhundert beheimatet war. Im Coburger Stadtbuch wurde im Jahr 1394 die Gasse, die vom Markt zum Judentor führte, als Judengasse bezeichnet. Westlich folgt die Judenbrücke als erstmals 1470 erwähnter Itzübergang. Außer dem inneren Judentor existierte auch ein äußeres Judentor, das 1413 erstmals urkundlich genannt wurde. Das Torhaus stand in der Höhe der heutigen Viktoriastraße und wurde 1858 abgebrochen. Im Dezember 1938 benannte die Stadtverwaltung das Judentor in Markttor um. Die Namensänderung wurde nach 1945 wieder rückgängig gemacht.

## Architektur
Das Judentor hat einen rechteckigen Grundriss mit Abmessungen von 7,2 mal 6,0 Metern und eine Höhe von 33,8 Metern. Die Mauerstärke beträgt im Sockelgeschoss 1,75 Meter, darüber 1,1 Meter. Die spitzbogige Durchfahrt hat ein Tonnengewölbe, dem drei Geschossebenen folgen. Die stadtinnere Toröffnung ist 3,7 Meter breit und 5,0 Meter hoch, die auf der äußeren Seite ist 3,1 Meter breit und 4,3 Meter hoch.
Über der Durchfahrt befindet sich auf der Ostseite ein Spitzbogenfenster und auf der Westseite ein Renaissancewappen mit der Darstellung eines mehrfach geteilten Schildes mit drei Helmen, die ursprünglich das sächsisch-coburgische Wappen trugen. Oben sind auf allen vier Turmseiten je zwei größere Rechteckfenster angeordnet.
Im Jahr 1721 erhielt der Turm eine schiefergedeckte welsche Haube mit Laterne und geschweifter Uhrengaube. Zuvor hatte er ein Pyramidendach und vier Ecktürmchen als oberen Abschluss, der baufällig wurde. Außerdem wurden ein Uhrwerk und ein Glockenstuhl mit zwei Glocken eingebaut. Die Glocken hatte der Coburger Glockengießer Johann Heinrich Graulich gegossen. Die große, 1722 hergestellte Glocke hat 68 Zentimeter Durchmesser und 178 Kilogramm Masse. Sie ist mit einer Inschrift, mit einem Meißner Löwen und einem Abbild des Heiligen Mauritius versehen. Die kleine Glocke hat einen Durchmesser von 37 Zentimetern und eine Masse von 30 Kilogramm. Sie wurde im Zweiten Weltkrieg eingeschmolzen und später durch eine Kopie ersetzt. Ab 1776 begann in Coburg der Abbruch der Befestigungsanlagen. Mit der Niederlegung des Vortores im Jahr 1899 und des nordöstlichen Stadtmaueranschlusses im Jahr 1900 war der Turm freigelegt. 1901 entstand als neue Erschließung des Bauwerks eine Spindeltreppe an der Westseite und eine dreiseitig umlaufende Holzgalerie.